# Derviš Hadžioman
Derviš Hadžioman (Mostar, 1892. – Zagreb, 1971.), hrvatski političar i tajnik Liječničke komore u Zagrebu. 

## Životopis
Rodio se u Mostaru. U 20-im godinama života ušao u politiku. Suutemeljitelj Hrvatske težačke stranke u Bosni i Hercegovini. HTS se 1923. priključio H(R)SS-u. Osnivač Društva zagrebačkih muslimana i Društva bosansko-hercegovačkih Hrvata u Zagrebu. Član zagrebačkoga mjesnog odbora prohrvatskog Muslimanskoga kulturnog društva Narodna uzdanica. Tajnik u Muslimanskoj organizaciji Hakije Hadžića od 1935. godine. Bio u dobrim odnosima s Mačekom pa je posredovao između vodstva HSS-a i Muslimanske organizacije. Kad je uspostavljena Banovina Hrvatska postavljen je za privremenog povjerenika i gradonačelnika Mostara. Uspostavom NDH, odbio je političku suradnju s njenim vlastima i ostao je vjeran vodstvu HSS-a. Umro je u Zagrebu.